# Richard Law, 8. Baron Ellenborough

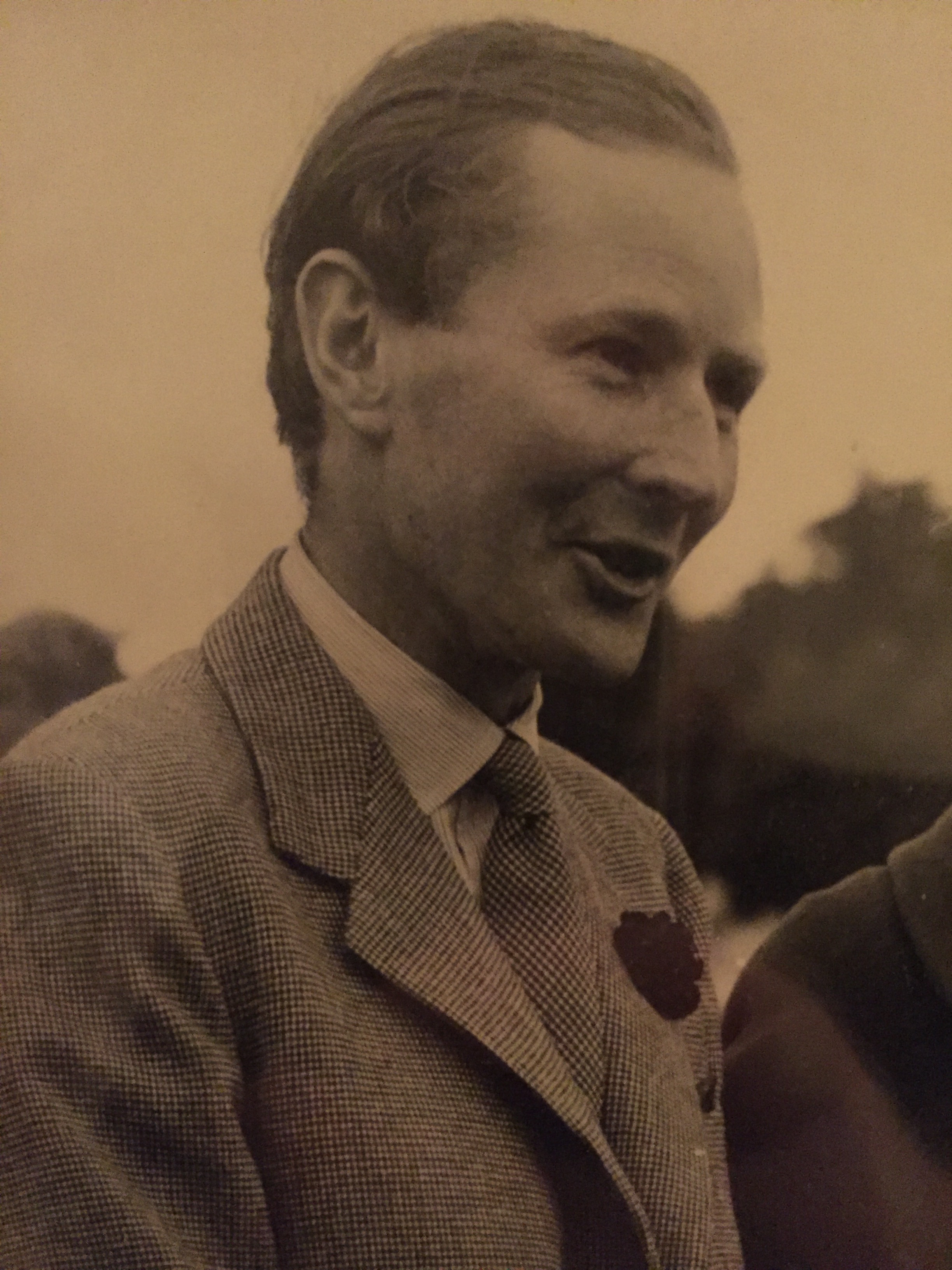
Richard Law, 8. Baron Ellenborough (1961)

Richard Edward Cecil Law, 8. Baron Ellenborough (* 14. Januar 1926; † 7. Juni 2013) war ein britischer Peer und Politiker der Conservative Party.

## Leben und Karriere
Law wurde am 14. Januar 1926 als Sohn von Henry Law, 7.  Baron Ellenborough und Helen Dorothy Lovatt († 2002) geboren.
Er besuchte das Eton College und das Magdalene College.
1958 war er Direktor der Towry Law Group. Er war Partner bei McAnally Montgomery, Börsenmaklern von 1969 bis 1978. Er lebte in Crowborough in Sussex (Stand 2003). Law gehörte der Hereditary Peerage Association an.

## Mitgliedschaft im House of Lords
Law erbte nach dem Tod des Vaters 1945 den Titel des Baron Ellenborough und den damals damit verbundenen Sitz im House of Lords. Seine Antrittsrede hielt er am 22. Juni 1949.
In den 1950er Jahren sprach er zur Life Peers Bill [H.L.], zur Reform des Oberhauses,  der Local Government Bill und der Liberties Of The Subject Bill [H.L.] Law meldete sich in den 1960er Jahren zur Finance Bill, Southern Railway Delays And Season Ticket Holders und Functions With Respect To Land Drainage, Flood Prevention, Etc. In den 1970er Jahren sprach er zu Nordirland, Terrorismus und parlamentarischen Wahlkreisen. In den 1980er Jahren beschäftigte er sich mit der Regierung Nordirlands, dem olympischen Team und den Europawahlen. Er sprach in den 1990er Jahren zur kommunalen Verwaltung, schottischen Wahlkreisen und Verfassungsfragen. Zuletzt sprach er am 30. Juni 1999 zur House of Lords Bill.
Seinen Sitz verlor er durch den House of Lords Act 1999. Für einen der verbleibenden Sitze trat er an, belegte aber nur den 105. Platz seiner Partei. Für diese wurden 42 Sitze vergeben.
Er war nicht im  Register of Hereditary Peers verzeichnet, die für eine Nachwahl zur Verfügung stehen. (Stand: Mai 2012)

## Familie
Law heiratete am 9. Oktober 1953 Rachel Mary Hedley († 1986), Tochter von Major Ivor Mathews Hedley. In zweiter Ehe war er mit Frances Edith Joyce Yeates († 2004) verheiratet, Tochter von William Thomas Yeates. Die Hochzeit erfolgte am 12. März 1994.
Aus erster Ehe hat er drei Söhne.